# The Girl of the Gypsy Camp
The Girl of the Gypsy Camp é um filme mudo do gênero drama produzido nos Estados Unidos e lançado em 30 de julho de 1915.